# Hrdza
Hrdza – słowacki zespół folkowy założony w 1999 roku w Preszowie.
Zespół był jednym z czołowych kandydatów do wygrania krajowych (słowackich) eliminacji do Konkursu Piosenki Eurowizji w 2010 roku. Został wycofany z eliminacji, ponieważ utwór pt. „Taká sa mi páči”, który wykonywali podczas trwania eliminacji, został publicznie przedstawiony przed dniem 1 października 2009 roku, co zostało uznane za naruszenie podstawowych warunków uczestnictwa w konkursie.

## Skład zespołu
Obecnie Hrdzę tworzą następujący muzycy:
- Slavomír Gibarti – śpiew, gitara, flet alikwotowy
- Martina Ťasková Kanošová i Barbora Fecková – śpiew
- Dominik Maniak lub Ľubo Šamo – skrzypce, wokal wspierający
- Matej Palidrab – akordeon, wokal wspierający
- Pavol Boleš – gitara basowa, wokal wspierający
- Marek Szarvaš – instrumenty perkusyjne

### Byli członkowie
- Veronika Rabada – śpiew (do 2015)[3]
- Susanna Jara - śpiew (do 2021)

## Dyskografia
- Muzička (2002)
- Pod božími oknami (2006)
- Hajnajnanyja (2009)
- Hrdzavá osemnástka (2016)
- Neskrotený (2018)
- 22 (2021)
- Čo mi je, to mi je (2023)